# Wim Chabot
Willem (Wim) Chabot (Rotterdam, 13 mei 1907 - aldaar, 24 juni 1977) was een Nederlandse kunstschilder.

## Leven en werk
Wim Chabot werd geboren in de Schoterbosstraat te Rotterdam. Het gezin Chabot was kort daarvoor vanuit het Brabantse Sprang naar Rotterdam verhuisd. Wim was de vijfde in wat een gezin met zes kinderen zou worden. Zijn broer Henk was de oudste. Chabot werd door Henk gestimuleerd naar de Academie voor beeldende kunsten te gaan. Hij bezocht vanaf zijn 15e jaar gedurende zeven jaar de avondacademie. In 1921 werkt hij een jaar als jongste bediende bij de kunsthandelaren Kranz en De Bruin. In 1922 werkt hij bij de huis- en decoratieschilder Kreijns & Zn. Door een chronische darmziekte, de ziekte van Crohn, was hij vanaf 1928 aan de omgeving van zijn woning gebonden. 
Wim Chabot leerde van Henk het restauratievak en werkte als restaurateur met hem samen in een atelier aan de Wijnstraat 109. Henk vertrok in 1933 naar Zeeland om daar een jaar te werken.  Na zijn terugkeer ging hij aan de Rotte wonen en werken. Hij had een schuurtje achter het huisje als atelier ingericht. Het atelier in de Wijnstraat werd formeel aan Wim overgedragen, Wim werd de huurder. Een groot deel van het werk van Henk van vóór 1933 maar ook een enkel werk vanuit Zeeland bleef respectievelijk werd bij Wim opgeslagen. Rond 1936 werd de huur door de verhuurder niet verlengd. Alternatieve ruimte werd gevonden aan de Wijnhaven 105. Het opgeslagen werk van Henk verhuisde mee. In 1937 won Wim Chabot voor het schilderij Schoenmaker, dat zich in de collectie van het Nederlands Leder en Schoenen Museum bevindt, een prijs uit het Willink van Collenfonds.

Bij het bombardement in mei 1940 werd ook het atelier aan de Wijnhaven 105 getroffen, en verbrandde al het daar aanwezige werk van Wim en Henk. Wim trouwde later dat jaar; uit dit huwelijk werden twee kinderen geboren. In de beginjaren van de oorlog maakte hij een aantal muurschilderingen op zowel binnen- als buitenmuren van verschillende noodwinkels. Twee van zijn ontwerpen zijn in 2005 opgenomen in "Het Rotterdam Boek".
Chabot was lid van de kring van beeldende kunstenaars R 33. In 1949 nam hij deel aan een tentoonstelling in het Schielandshuis te Rotterdam. Deze tentoonstelling werd georganiseerd door de Rotterdamsche Kunststichting en bood een groep jonge kunstenaars, die zichzelf de Autonomen noemden, de mogelijkheid hun "voorstellingsloze" kunst te tonen. Naast Wim waren dit Piet van Stuivenberg, Wout van Heusden, Bas van der Smit, Koos van Vlijmen, Emiel Voeten en Henri van Lamoen. De saamhorigheid tussen deze kunstenaars en anderen leidde indirect tot de oprichting van de VIA (Vereniging voor Irrealisme en Abstractie in de beeldende kunst 1950-1954) in 1950 in Schiedam. Een van de stuwende krachten hierachter, de Schiedammer Steef de Vries, organiseerde lezingen over kunst in zijn Instituut in Schiedam of bij Wim Chabot thuis.
Wim Chabot werkte na de oorlog om in zijn levensonderhoud te kunnen voorzien in het kader van de kunstenaarsregeling BKR en als restaurateur van oude schilderijen voor onder meer kunsthandelaren, die daarvoor zelfs uit Amsterdam en Utrecht naar hem toe kwamen. 
Een groot deel van het werk van Wim Chabot blijft vanwege de bijzondere culturele waarde (BCW) eigendom van het Rijk (in beheer bij de Rijksdienst voor het Cultureel Erfgoed). Daarnaast is een deel nog in eigendom van de gemeente Rotterdam en in het bezit van veel particulieren. 
Van 18 december 1953 tot 11 januari 1954 exposeerde hij met Johan van Berkel, Frans Fritschy, Henri Hoogewegen, Kees van der Laan, Thomas Nix, George Notenboom, Adriaan van der Plas, Antoon Winkel, Maria Winkel-Hendriks en Bob Zijlmans in het Groothandelsgebouw in Rotterdam. Hij sloot zich niet aan bij groepen samenwerkende kunstenaars, maar nam vanaf 1957 slechts deel aan de Schuurgroep, die in wisselende samenstelling exposities organiseerde in de Schuur aan het Boterdorpse Verlaat. In december 1963 exposeerde Wim Chabot samen met Beer Suringh in de zaal van de Kunststichting aan de Lijnbaan.
In de laatste jaren van zijn leven noteerde Wim Chabot zijn herinneringen. Hij komt daarbij, behoudens zijstapjes naar later en vroeger, chronologisch tot ongeveer 1953. Wim Chabot overleed op 24 juni 1977 te Rotterdam op 70-jarige leeftijd. Hij was op dat moment volgens de medici in het Dijkzigtziekenhuis, voor zover bekend, de oudst geworden patiënt met de ziekte van Crohn.
In september 1978 werd in de toenmalige Galerie NRP in Rotterdam een herdenkingstentoonstelling gehouden. In februari 1998 en februari 2000 werden in Galerie Van Rotterdam te Ridderkerk overzichts- en verkooptentoonstellingen van het werk van Wim Chabot gehouden.